# Николаевка (Уляновска област)
Вижте пояснителната страница за други населени места с името Николаевка.
Николаевка (на руски: Николаевка) е селище от градски тип в Русия, административен център на Николаевски район, Уляновска област. Населението му към 1 януари 2018 година е 5911 души.